# Charlie Paulk
Charles Paulk, detto Charlie (Fitzgerald, 14 giugno 1946 – San Diego, 1º ottobre 2014), è stato un cestista statunitense, professionista nella NBA.

## Carriera
Venne selezionato dai Philadelphia 76ers al diciassettesimo giro del Draft NBA 1967 (159ª scelta assoluta) e dai Milwaukee Bucks al primo giro del Draft NBA 1968 (7ª scelta assoluta).